# Padmâvatî
Padmâvatî è un'opera in due atti di Albert Roussel su libretto di Louis Laloy. La prima rappresentazione ebbe luogo all'Opéra di Parigi il 1º giugno 1923.
Si tratta di un'opéra-ballet, con molte danze e momenti spettacolari, che talvolta predominano sullo sviluppo dell'azione drammatica, tanto che il finale stesso dell'opera è in forma danzata. Il compositore fu ispirato da una visita alle rovine di Chittorgarh nel Rajputana (l'attuale Rajasthan) e utilizzò nella partitura molti elementi della musica indiana, che si ritrovano per esempio nei «ritmi ipnotici degli interludi danzanti» o nei cori, che fanno a volte uso esplicito di termini sanscriti, come il coro dei sacerdoti che precede il rogo funebre del secondo atto. Il tema che contraddistingue la protagonista è una «libera elaborazione di un canto indù». Nella musica si trovano anche influenze di Stravinskij, in particolare «nell'uso di forme ibride di canto e danza».

## Interpreti della prima rappresentazione
| Personaggio | Interprete Direttore: Philippe Gaubert |
| ----------- | -------------------------------------- |
| Padmâvatî   | Ketty Lapeyrette                       |
| Ratan-Sen   | Paul Franz                             |
| Alaouddin   | Édouard Roux                           |
| Nakamti     | Jeanne Laval                           |
| Bramino     | Henri Fabert                           |
| Badal       | Mario Podestà                          |
| Gora        | Dalerant                               |
| Sacerdote   | Armand-Émile Narçon                    |

## Trama
Luogo: Chittor, India

Epoca: 1300 circa

### Atto I
Il sultano mongolo Alaouddin sta assediando la città di Chittor. Avviene un incontro con Ratan-Sen, re della città, e si svolgono negoziati di pace. Ratan-Sen fa visitare Chitor ad Alaouddin, il quale chiede anche di poter vedere Padmâvatî, la moglie di Ratan-Sen famosa per la sua leggendaria bellezza. Ratan-Sen accetta con riluttanza. Alaouddin rifiuta di concordare la pace se non gli verrà consegnata Padmâvatî.

### Atto II
I mongoli attaccano la città. Padmâvatî e Ratan-Sen, ferito, si rifugiano nel tempio di Shiva. Ratan-Sen dice alla moglie che la popolazione verrà massacrata se lei non si consegnerà ad Alaouddin. Ratan-Sen viene lapidato, e Padmâvatî lo segue sul rogo funebre piuttosto di concedersi ad Alaouddin.

## Discografia
- 1969 - Rita Gorr (Padmâvatî), Albert Lance (Ratan-Sen), Gérard Souzay (Alaouddin), Jane Berbié (Nakamti), Gerard Dunan (Bramino), Neilson Taylor (Gora), Philip Langridge (Badal), Edward Byles (Custode), Franklin Whiterley (Sacerdote), Marion Dodd (Prima donna del palazzo), Muriel Dickinson (Seconda donna del palazzo), Leslie Fry (Soldato), Cyril Somers (Mercante), Gordon Farall (Artigiano) - Direttore: Jean Martinon - Orchestra e Coro: London Symphony - Registrazione dal vivo - Gala[4]
- 1982 - Marilyn Horne (Padmâvatî), Nicolai Gedda (Ratan-Sen), José van Dam (Alaouddin), Jane Berbié (Nakamti), Charles Burles (Bramino), Marc Vento (Gora), Laurence Dale (Badal), Thierry Dran (Custode), Jean-Jacques Cubaynes (Sacerdote), Martine Mahé (Prima donna del palazzo), Elena Pérez (Seconda donna del palazzo), Henry Amiel (Soldato), Hugues Brambilla (Mercante), Gérard Blatt (Artigiano), Isabel Alvarez (Prima donna della folla), Marian Etxeberria (seconda donna della folla), Herminia Laborde (Terza donna della folla) - Direttore: Michel Plasson - Orchestra: Théâtre du Capitole de Toulouse. Coro: Orfeón Donostiarra - Emi[5]